# Порлецца
Порлецца (італ. Porlezza) — муніципалітет в Італії, у регіоні Ломбардія, провінція Комо.
Порлецца розташована на відстані близько 540 км на північний захід від Рима, 65 км на північ від Мілана, 25 км на північ від Комо.

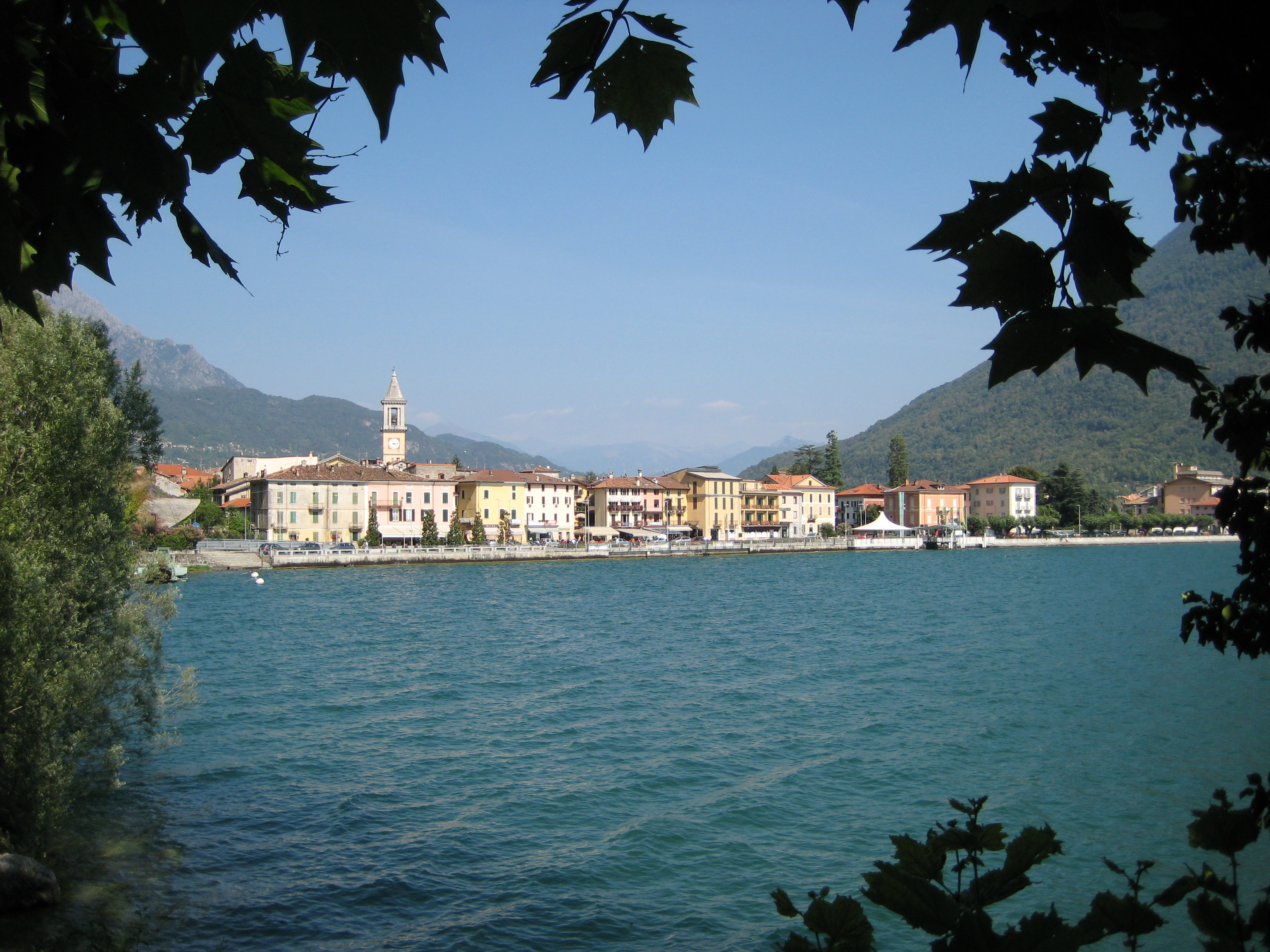

Населення — 4890 осіб (2014).
Покровитель — святий Віктор.

## Демографія
Населення за роками:

Станом на 1 січня 2023 року в муніципалітеті офіційно проживало 417 іноземців з 46 країн, серед них 162 громадяни країн Євросоюзу та 17 громадян України.

## Сусідні муніципалітети
- Бене-Ларіо
- Карлаццо
- Клаїно-кон-Остено
- Корридо
- Ленно
- Оссуччо
- Понна
- Валь-Реццо
- Вальсольда